# Avoriaz
Avoriaz (uitspraak /avɔʁja/) is een skistation van de Portes du Soleil dicht bij Morzine in de Haute-Savoie in Frankrijk.
Het is een van de 14 stations van het grote skigebied de Portes du Soleil, Avoriaz ligt centraal. Verder zijn er Arare, Lindaret, Chavanette, Plateau, Chatel, Intret, Prodain en Super Morzine.
Avoriaz heeft 36 skiliften en 49 skipistes waarvan 6 zwarte, 14 rode, 25 blauwe en 4 groene.
Het dorp is geheel autovrij en is zodanig opgezet dat overal naartoe geskied kan worden.

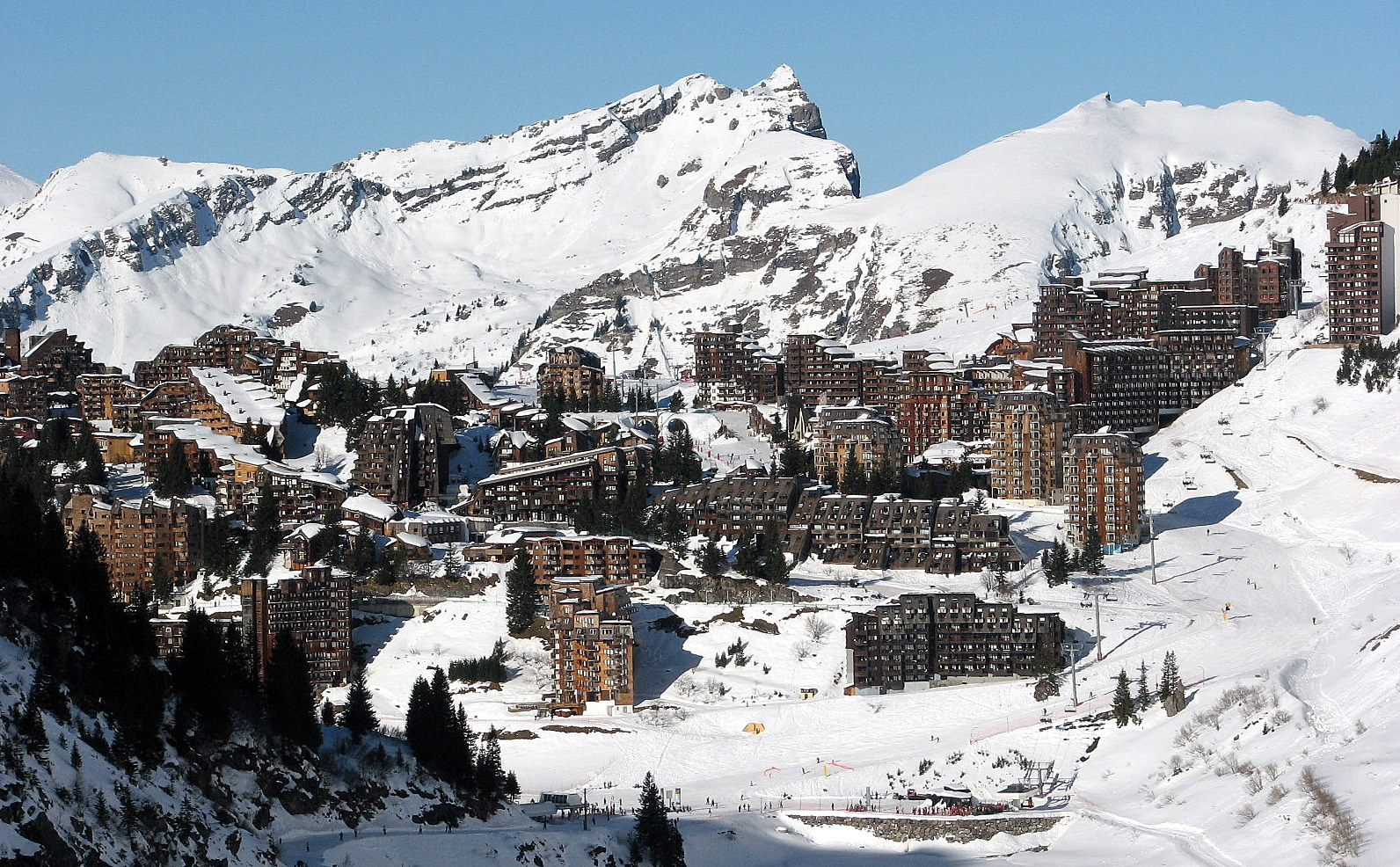
Avoriaz in de winter

## Evenementen
- Festival international du film fantastique d'Avoriaz

## Wielrennen
Avoriaz is bekend van de wielerkoers Ronde van Frankrijk. Zeven keer was Avoriaz aankomstplaats van een etappe.
De ritwinnaars in Avoriaz zijn:
- 1975: Vicente López Carril
- 1977: Lucien van Impe
- 1979: Bernard Hinault
- 1983: Lucien van Impe
- 1985: Luis Herrera
- 1994: Pjotr Oegroemov
- 2010: Andy Schleck

## Aquariaz

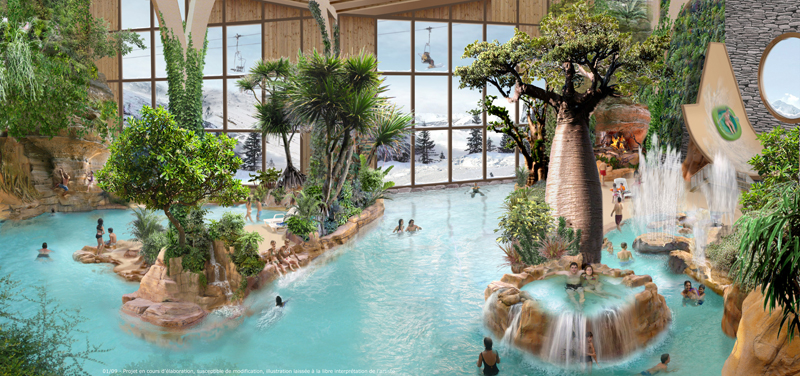
Aquariaz

Aquariaz, een waterpark van 2400 m² dat in juli 2012 geopend is.